# Dirka po Sloveniji 1999
Dirka po Sloveniji 1999 je bila šesta izvedba Dirke po Sloveniji. To je bila etapna dirka UCI kategorije 5, ki je potekala od 3. do 9. maja 1999, v skupni dolžini 1.102,5 km.
Dirka se je začela se s prologom v Novi Gorici in se še z 6 dodatnimi etapami končala v Novem mestu.
Zmagal je Timothy Jones (Amore&Vita), drugi je bil Tadej Valjavec (Sava), tretji pa Stefano Panetta.
Najboljši so bili: po točkah Gabriele Balducci (zelena), Martin Derganc na gorskih ciljih (pikčasta) ter letečih ciljih (modra), najboljši mladi kolesar Tadej Valjavec (bela) in ekipno najboljša Krka-Telekom.

## Ekipe
Dirko je začelo 98 kolesarjev iz 16 ekip, od tega jo je končalo 63 kolesarjev.

### Profesionalni klubi
- KRKA-Telekom Slovenije
- Amore & Vita–Giubileo 2000–Beretta
- Cantina Tollo–Alexia Alluminio
- Navigare–Gaerne
- Linda McCartney On Tour
- Mróz
- Peugeot Team Berlin
- Joko Velamos

### Amaterski klubi
- Perutnina Ptuj - Radenska Rog (2 združena kluba)
- Savaprojekt Krško
- Perutnina Ptuj
- Sava Kranj
- Van Vliet-Weba-Gazelle
- Elk
- Kamen Pazin

### Državne reprezentance
- Ukrajina
- Slovaška
- Slovenija (mladi)

## Potek
Pred startom so za favorite za skupno zmago šteli kolesarje italijanskih ekip (Amore&Vita, Cantina Tollo, Navigare), našim kolesarjem pa niso prepisovali večjih možnostih. Med Slovenci so možnosti namenili kapetanu Krke Urošu Murnu, PP&RR Borisu Premužiču in Save Tadeju Valjavcu. Krka Telekom je imela za cilj etapno zmago, saj sta bila specialista za vzpone Miholjević in Pascal Santoro poškodovana. O zmagovalci naj bi imela največ vpliva 5. etapa s ciljem na prelazu Vršič. Denarni sklad je vseboval 30 000 švicarskih frankov, zmagovalec dobil avto fiat seicento v vrednosti 10 000 frankov. 

#### Prolog
Na prologu s 2,5 km je zmagal Boštjan Mervar (Krka Telekom), z minimalno razliko pred Walkerjem, 2s, in Battistelom, 3s.

#### 1. etapa
4. maja so vozili prvo etapo. Trasa je imela dva gorska cilja (Razdrto, Opatje Selo). V klasičnem šprintu zmagal Balducci (Navigare), drugi Mervar in tretji Lontscharitsch. Mervar je povečal prednost pred drugim mestom na 9 sek (bonifikacijske sekunde). 

#### 2. etapa
Trasa 2. etape večinoma ravninska, a ne brez klancov (uradno en gorski cilj). Končala s šprintom v katerem bil najboljši Josef Lontscharitsch, drugi Krzeszowiec (Amore&Vita), tretji Balducci. Mervar obranil rumeno majico, po etapi s 1 sek. prednosti. 

#### 3. etapa
Čeprav ravninska etapa je bila z visokim tempom in stalnim napadi in pobegi utrajajoča. Šprinter dobil Enrico Degano (Navigare), drugi bil Mervar in treji Kaspert (Avstrija). Na koncu etape je ekipa Krke in Mervar obranila rumeno majico, Mervar pa povečal prednost na 8 sek. Možnosti za skupno zmago ohranjalo okoli 30 kolesarjev, ki so zaostajali 1 minuto za Mervarjem.

#### 4. etapa
Etapa od Maribora do Ljubljane (191 km) je potekala skozi Dravograd, Slovenj Gradec, prelaz Črnivec. Pobeg trojice Derganca, Eisla, Guytona končal okoli 50 km pred ciljem. Etapa končala s šprintom in zmago Pierija (tretja zmaga za Navigare), drugi Mervar, tretji Di Biase. Mervar obdržal rumeno.

#### 5. etapa
Kraljevsko etapo s ciljem na Vršiču je zmagal Timothy Jones (Amore&Vita) in prevzel skupno vodstvo. Drugi Panetta (Navigare), tretji Valjavec (Sava). V Delu piše, da je Valjavec odpeljal dirko kariere in pokazal tudi taktično zrelost. Jones je odpeljal drugi najboljši čas na Vršič (zaostal 14 sek. za časom Steinhauserja 1994 - 31:34).

#### 6. etapa
Zadnja, šesta etapa, bolj kot ne formalnost, je v šprintu zmagal Di Biase (Cantina Tollo), pred Lontscharitschem in Rajkom Petkom.
6. dirka končala po pričakovanjih - z zmago italijanske ekipe in nekonkurečnost slovenskih ekip. Razočarali so Premužič, Ravbar, Šmerc, presenečenje bil Mervar, ki je prišel deveti na Vršič, odkritji pa Matej Stare (Sava) in Matevž Visočnik. 
Od slovenskih ekip najbolj zadovoljni pri Savi z drugim mestom Valjavca in dosegli največji uspeh ekipe na dirkah po Sloveniji. Krka Telekom je bil med bolj aktivnimi ekipami in branila štiri dni rumeno majico, Mervar pa bil trikrat drugi. Krka je bila najboljša ekipa na touru. Gorazd Penko, trener PP&RR, je ocenil, da so bili s tretjim mestom med ekipami boljši na touru, razočaran pa ker niso dobili nobene etape in nad nastopom Borisa Premužiča.

## Trasa in etape
| Etapa  | Datum  | Trasa                     | Dolžina    | Disciplina | Disciplina      | Zmagovalec           |            |
| ------ | ------ | ------------------------- | ---------- | ---------- | --------------- | -------------------- | ---------- |
| 0      | 3. maj | Nova Gorica               | 2,5 km     |            | prolog          | Boštjan Mervar       |            |
| 1      | 4. maj | Nova Gorica – Nova Gorica | 185 km     |            | razgibana etapa | Gabriele Balducci    |            |
| 2      | 5. maj | Ribnica – Rogaška Slatina | 176 km     |            | ravninska etapa | Josef Lontscharitsch |            |
| 3      | 6. maj | Radenci – Beltinci        | 161 km     |            | ravninska etapa | Enrico Degano        |            |
| 4      | 7. maj | Maribor – Ljubljana       | 191 km     |            | hribovska etapa | Dario Pieri          |            |
| 5      | 8. maj | Grosuplje – Vršič         | 202 km     |            | gorska etapa    | Timothy David Jones  |            |
| 6      | 9. maj | Semič – Novo mesto        | 185 km     |            | ravninska etapa | Moreno di Biase      |            |
| Skupaj | Skupaj | 1.102,5 km                | 1.102,5 km | 1.102,5 km | 1.102,5 km      | 1.102,5 km           | 1.102,5 km |

## Razvrstitev vodilnih
| Etapa | Zmagovalec           | Skupno         | Po točkah            | Gorski cilji   | Mladi kolesarji | Leteči cilji   | Team classification |
| ----- | -------------------- | -------------- | -------------------- | -------------- | --------------- | -------------- | ------------------- |
| 0     | Boštjan Mervar       | Boštjan Mervar | ni podatka           | ni podatka     | ni podatka      | ni podatka     | Krka Telekom        |
| 1     | Gabriele Balducci    | Boštjan Mervar | ni podatka           | Marko Derganc  | Matej Gnezda    | Marko Derganc  | Krka Telekom        |
| 2     | Josef Lontscharitsch | Boštjan Mervar | Josef Lontscharitsch | Gerrit Glomser | Matej Gnezda    | Marko Derganc  | ni podatka          |
| 3     | Enrico Degano        | Boštjan Mervar | Gabriele Balducci    | Gerrit Glomser | Matej Gnezda    | Marko Derganc  | Krka Telekom        |
| 4     | Dario Pieri          | Boštjan Mervar | Boštjan Mervar       | Marko Derganc  | Matej Gnezda    | Marko Derganc  | Krka Telekom        |
| 5     | Timothy Jones        | Timothy Jones  | Boštjan Mervar       | Marko Derganc  | ni podatka      | Marko Derganc  | ni podatka          |
| 6     | Moreno di Biase      | Timothy Jones  | Gabriele Balducci    | Marko Derganc  | Tadej Valjavec  | Marko Derganc  | Krka Telekom        |
| Final | Final                | Timothy Jones  | Gabriele Balducci    | Martin Derganc | Tadej Valjavec  | Martin Derganc | Krka Telekom        |

## Končna razvrstitev
| Legenda | Legenda                      | Legenda | Legenda                          |
| ------- | ---------------------------- | ------- | -------------------------------- |
|         | Zmagovalec skupnega seštevka |         | Zmagovalec gorskih ciljev        |
|         | Zmagovalec po točkah         |         | Zmagovalec med mladimi kolesarji |
|         | Zmagovalec letečih ciljev    |         | Zmagovalec med ekipami           |

### Skupno
| Uvr. | Kolesar              | Ekipa                       | Čas         |
| ---- | -------------------- | --------------------------- | ----------- |
| 1.   | Timothy Jones        | Amore&Vita                  | 26h 39' 44" |
| 2.   | Tadej Valjavec       | Sava Kranj                  | + 1' 49"    |
| 3.   | Stefano Panetta      | Navigare - Gaerne           | + 2' 04"    |
| 4.   | Gerrit Glomser       | Navigare - Gaerne           | + 2' 06"    |
| 5.   | Massimo Giunti       | Cantina Tollo               | + 2' 23"    |
| 6.   | Boštjan Mervar       | Krka Telekom                | + 2' 33"    |
| 7.   | Uroš Murn            | Krka Telekom                | + 2' 45"    |
| 8.   | Federico Giabbecueci | Cantina Tollo               | + 2' 53"    |
| 9.   | Sandi Šmerc          | Savaprojekt Krško           | + 2' 57"    |
| 10.  | Boris Premužič       | Perutnina Ptuj-Radenska Rog | + 3' 16"    |

### Po točkah
| Uvr. | Kolesar              | Ekipa             | Točke |
| ---- | -------------------- | ----------------- | ----- |
| 1.   | Gabriele Balducci    | Navigare - Gaerne | 74    |
| 2.   | Moreno di Biase      | Cantina Tollo     | 72    |
| 3.   | Boštjan Mervar       | Krka Telekom      | 71    |
| 4.   | Josef Lontscharitsch | Elk-Austria       | 66    |
| 5.   | Uroš Murn            | Krka Telekom      | 40    |

### Gorski cilji
| Uvr. | Kolesar         | Ekipa           | Točke |
| ---- | --------------- | --------------- | ----- |
| 1.   | Martin Derganc  | Slovenija mladi | 20    |
| 2.   | Klemen Tušek    | Slovenija mladi | 11    |
| 3.   | Timothy Jones   | Amore & Vita    | 10    |
| 4.   | Stefano Panetta | Navigare-Gaerne | 7     |
| 5.   | Gerrid Glomser  | Navigare-Gaerne | 7     |

### Mladi kolesarji
| Uvr. | Kolesar        | Ekipa           | Čas         |
| ---- | -------------- | --------------- | ----------- |
| 1.   | Tadej Valjavec | Sava Kranj      | 26h 41' 33" |
| 2.   | Matej Stare    | Sava Kranj      | + 5' 35"    |
| 3.   | Martin Derganc | Slovenija mladi | + 7' 32"    |

### Leteči cilji
| Uvr. | Kolesar              | Ekipa           | Točke |
| ---- | -------------------- | --------------- | ----- |
| 1.   | Martin Derganc       | Slovenija mladi | 38    |
| 2.   | Klemen Tušek         | Slovenija mladi | 20    |
| 3.   | Maurizio De Pasquale | Amore&Vita      | 15    |
| 4.   | Andrea Patuelli      | Navigare-Gaerne | 13    |
| 5.   | Gerrid Glomser       | Navigare-Gaerne | 8     |

### Ekipno
| Uvr. | Ekipa                         | Čas       |
| ---- | ----------------------------- | --------- |
| 1.   | Krka Telekom                  |           |
| 2.   | Cantina Tollo                 | + 1′ 52″  |
| 3.   | Perutnina Ptuj - Radenska Rog | + 1′ 58″  |
| 4.   | Sava                          | + 9′ 05″  |
| 5.   |                               |           |
| ...  | ...                           | ...       |
| 8.   | Savaprojekt Krško             | + 22′ 33″ |
| 9.   | Slovenija mladi               | + 23′ 51″ |
| 11.  | Perutnina Ptuj                | + 38′ 52″ |